# Konservatorium Odessa

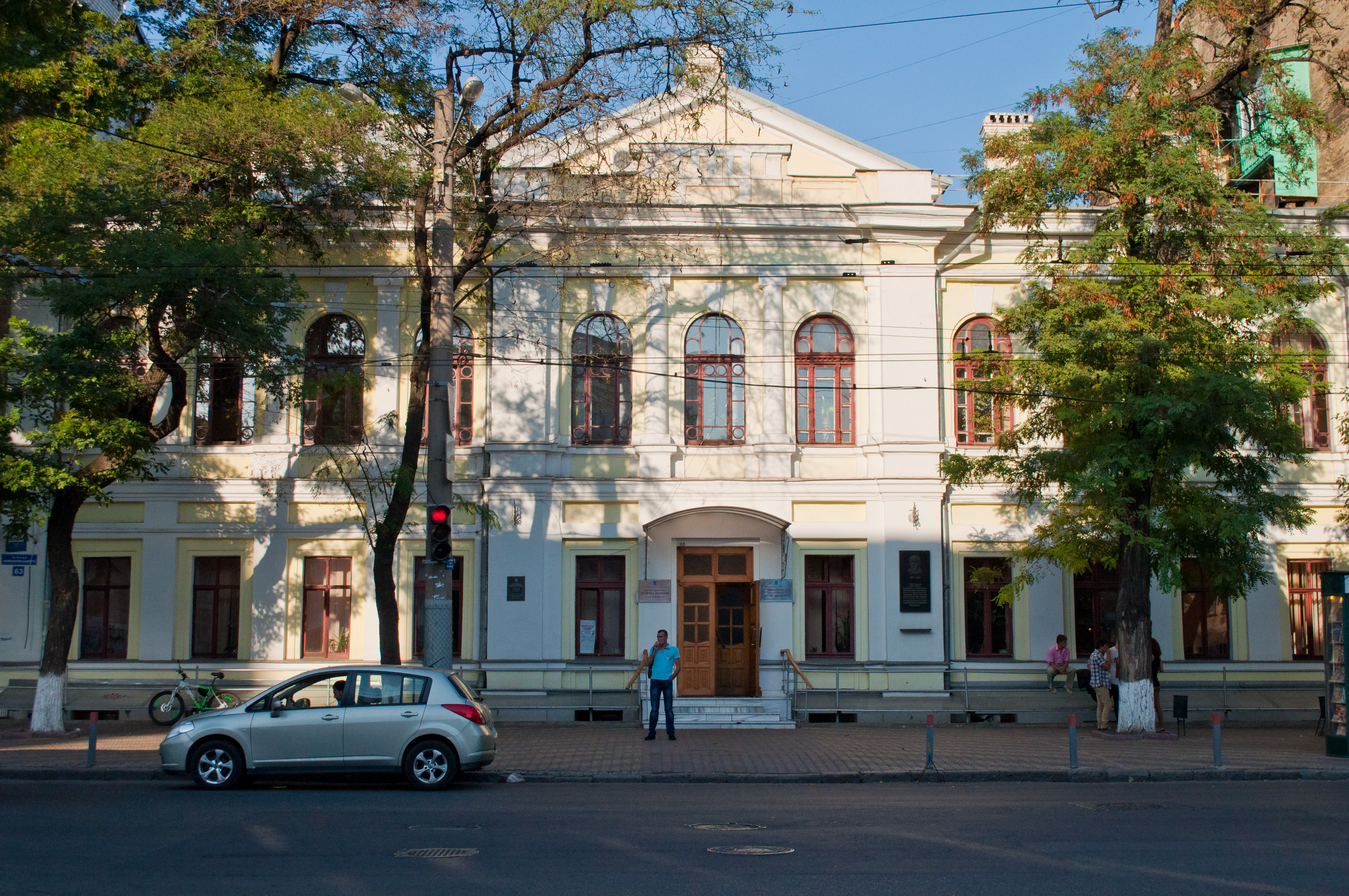
Denkmalgeschütztes Gebäude des Konservatoriums Odessa

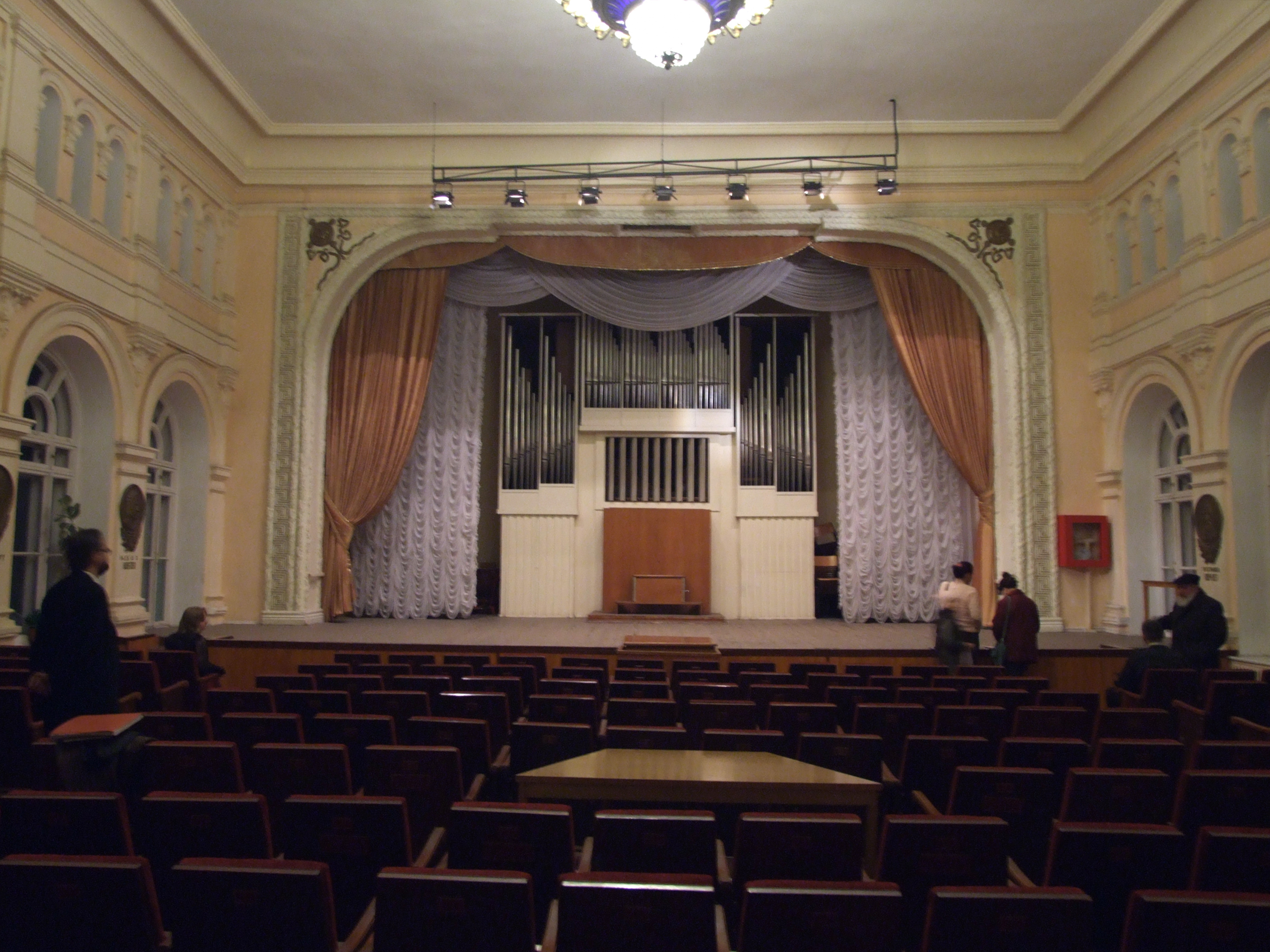
Saal im Gebäude

Die Nationale Musikakademie Odessa A. W. Neschdanowa (ukrainisch Одеська національна музична академія імені А. В. Нежданової Odeska nazionalna musytschna akademija imeni A. W. Neschdanowoji), auch unter der Bezeichnung Konservatorium Odessa  (Одеська консерваторія) oder neuerdings unter der Abkürzung ONMA (ОНМА) bekannt, ist eine musikalische Ausbildungsstätte in Odessa. Sie wurde 1913 gegründet und ist nach der russischen Opernsängerin Antonina Wassiljewna Neschdanowa (1873–1950) benannt, die selbst allerdings keine Beziehung zum Odessa-Konservatorium hatte. 
Der Gründer des Konservatoriums war der bekannte polnische Komponist, Dirigent und Musikpädagoge Witold Maliszewski (1873–1939), ein Schüler von Nikolai Rimski-Korsakow und Alexander Glasunow sowie ein Lehrer von Mykola Wilinskyj und Witold Lutosławski.

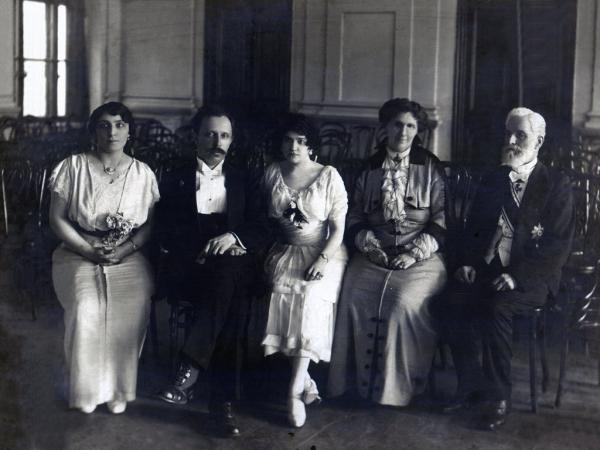
Die erste Graduierung des Staatlichen Konservatoriums Odessa, 9. Mai 1916. Der große Saal des Konservatoriums. Der erste Rektor des Konservatoriums Witold Maliszewski (zweiter von links), die leitende Professorin der Gesangsabteilung Julija Reider (zweite von rechts), Kuratoriumsmitglied Odessaer Konservatorium der IRMO Graf Wassili Orlow (ganz rechts) mit einer unbekannten Absolventin (Mitte) und der Absolventin Anastasia Atmanaki (ganz links)

Zu den berühmten Schülern des Konservatoriums zählen Emil Gilels, Dawid Oistrach, Nathan Milstein, Tatjana Goldfarb und Jakow Sak.

## Geschichte
Das Konservatorium wurde am  8. September 1913 auf der Grundlage der Odessaer Musikschule durch Spenden von Wassili A. Orlow, dem Kuratoriumsvorsitzenden der Odessaer Filiale der Kaiserlich Russischen Musikgesellschaft, und anderen Mitgliedern der Filiale finanziert. 
Der Gründer und erste Direktor war der Komponist und Pädagoge Witold Maliszewski. Im Jahr 1950 wurde das Konservatorium nach der herausragenden Sängerin A. W. Neschdanowa benannt. Im Jahr 2002 wurde es durch einen Beschluss des Ministerkabinetts der Ukraine in „Staatliche Musikakademie Odessa A. W. Neschdanowa“ umbenannt. Am 8. Mai 2012 wurde der Akademie durch ein Dekret des Präsidenten der Ukraine der Status einer nationalen Akademie verliehen.